# 上阿尔比索拉
上阿尔比索拉（義大利語：Albisola Superiore），是意大利萨沃纳省的一个市镇。总面积29.02平方公里，人口10595人，人口密度365.1人/平方公里（2009年）。ISTAT代码为009004。